# Международный аэропорт Щитно-Шиманы
Междунаро́дный аэропо́рт О́льштын-Мазурия (пол. Port lotniczy Olsztyn-Mazury, (ИАТА: SZY, ИКАО: EPSY) — aэропорт расположен в городе Шиманы, более 10 км от центра Щитна и ок. 56 км к юго-востоку от центра города Ольштын, административного центра Варминьско-Мазурского воеводства - Ольштына. Это единственный аэропорт в Варминско-Мазурского в Польше. Порт обслуживает Варминьско-Мазурское воеводство c 2016 г и раньше в 1996-2003 годax.  Аэропорт возобновил полёты в январе 2016 года. 

## Расположение
Ольштын (население — 175,000 чел., агломерация — 270,000 чел.), административный центр Варминско-Мазурского воеводства (население — 1,5 млн чел.) не имеет какого-либо иного международного аэропорта, за исключением единственного в Щитно-Шиманах, который не обслуживает иностранные рейсы в данный момент. Аэропорт имеет ИВПП длиной 2500 метров и шириной 60 метров, курсо-глиссадную систему и расположен в Шиманах в Мазурском регионе. Полное название — Щитно-Шиманы, хотя эти оба населённых пункта небольшие и малоизвестные. Менеджмент аэропорта предлагает переименовать его в «Ольштын-Мазуры», что будет лучше отражать Мазурский регион и его озёра, которые более известны.
Аэропорт расположен на 59 км к югу от Ольштына и граничит с более населённым Мазовецким воеводством. Также неподалёку располагаются достаточно крупные населённые пункты (50-60 тыс. чел.), такие, как Млава, Цеханув, Остроленка. Этот аэропорт охватывает район с населением примерно в 2,7 млн чел. в обоих воеводствах.
Для облегчения подъезда действует железнодорожная линия к аэропорту, открыта 20 января 2016 года. Проезд длится в центр Ольштына 53 минут. .  В будущем железнодорожная линия до Белостока через Остроленку и далее в Элк может быть организована в результате создания новых железнодорожных маршрутов через неиспользуемые в настоящее время железнодорожные пути.

## История
Аэропорт был построен в 1950-х годах для военных целей. Этот важный объект располагается близ разведывательного учебного центра Старе-Кейкуты. В 1996 году аэропорт утратил военное назначение и был передан в гражданское использование Агентством военного имущества Польши. Агентство передало его польской авиакомпании «Mazury-Szczytno», которая планировала преобразовать его в гражданский аэропорт. С 1996 по 2003 год в летние месяцы аэропорт еженедельно обслуживал рейсы в Варшаву и города Германии. Компания прекратила своё существование в 2004 году из-за банкротства. Взлётно-посадочная полоса аэропорта иногда использовалась для различных целей. В январе 2016 года планируется представить новый терминал, взлётно-посадочную полосу и контрольную башню. Нынешняя управляющая компания аэропорта Warmia i Mazury считает, что уже в первый год работы аэропорт сможет обслужить 350 тыс пассажиров. А ежегодный пассажиропоток аэропорта, по прогнозам, сможет составить до 1 млн человек. Стоимость проекта составляет 205 млн злотых (50 млн евро), из которых 40 млн евро предоставляет ЕС.

## Утверждения о тюрьме ЦРУ
Аэропорт привлёк внимание прессы в 2005 году, в связи с так называемыми секретными тюрьмами ЦРУ, в которых содержатся особо важные заключённые ЦРУ. Подозреваемые в терроризме тайно доставляются туда, где подвергаются пыткам сотрудниками ЦРУ, что нарушает законы Польши. Сведения о полётах показывают, что аэропорт использовался самолётами ЦРУ, летающими из Кабула в Гуантанамо, как перевалочная база. Официальные источники подтверждают, что приземлявшиеся самолёты не проходили таможенный контроль, а также неоднократно были замечены автомобили из близлежащей базы Старе-Кейкуты, приезжавшие в аэропорт.
В ноябре 2006 года Европейский парламент создал комиссию по расследованию под руководством Клаудио Фава для исследования лётных записей 11 особенных рейсов, проходивших через аэропорт Шиманы, чтобы установить, были ли эти записи сохранены в неопределённом месте или уничтожены. Отчёт комиссии также содержал цитаты официальных представителей аэропорта как подтверждение шести подобных случаев в 2002 и 2003 годах, когда рейсы авиакомпании Gulfstream, проходившие под гражданскими регистрационными номерами, миновали прохождение таможенного досмотра. Официальным представителям аэропорта прямо было запрещено приближаться к неизвестным самолётам и транспортным средствам с военными регистрационными знаками из базы Старе-Кейкуты, которые каждый раз ожидали прибытия этих самолётов.
В июне 2008 года газета New York Times со ссылкой на неназванных сотрудников ЦРУ опубликовала статью, согласно которой Халид Шейх Мохаммед был помещён в секретное помещение близ польского аэропорта Шиманы, где подвергался допросам и пыткам водой, до тех пор, пока он не начал сотрудничать с ЦРУ.
В феврале 2010 года ряд официальных лиц Польши отказался от своих предыдущих заявлений и подтвердил, что как минимум шесть самолётов ЦРУ проходили через Шиманы в 2003 году.